# Давидов Микола Олексійович
Давидов Микола Олексійович (11.05.1917 - 04.08.1998) — математик, педагог, доктор фізико-математичних наук, професор, учасник Другої світової війни.

## Біографія
Народився 11 травня 1917 р. у с. Лазарєво Ржевського району Тверської губернії (тепер Тверська область Російської Федерації). До 1933 р. закінчив початкову школу та фабрично-заводську семирічку. У 1933—1936 рр. — навчався в Ржевському педагогічному технікумі. У 1936—1940 рр. — навчався на фізико-математичному факультеті Калініського державного педагогічного інституту. У 1940—1941 рр. — аспірант кафедри математичного аналізу Калініського державного педагогічного інституту. Учасник Другої світової війни. Після демобілізації продовжив навчання. У 1948—1960 рр. — асистент, старший викладач, доцент, професор, завідувач кафедри математичного аналізу Калініського державного педагогічного інституту. У 1949 р. захистив кандидатську дисертацію, кандидат-фізико математичних наук. У 1952—1956 рр. — за сумісництвом, керівник кафедри вищої математики Військової академії тилу і постачання Радянської армії. У 1959 захищає докторську дисертацію, доктор фізико-математичних наук. У 1960 р. отримує наукове звання професора. У 1960—1965 рр. — завідувач кафедри математичного аналізу і геометрії Київського державного педагогічного інституту імені О. М. Горького. У 1965—1989 рр. — завідувач кафедри математичного аналізу КДПІ імені О. М. Горького. Помер 4 серпня 1998 р.

## Наукова діяльність
Проводив дослідження в галузі математичного аналізу, розробляв питання теорії підсумовування розбіжних рядів та інтегралів. Ці дослідження мають широке застосування в інших розділах математики — теорії рядів Фур'є, аналітичної теорії чисел і т. ін. Знайшов новий підхід для одержання оберненої теорем теорії підсумовування (Тауберові теореми) і повністю дослідив методи Чезаро. Автор навчальних посібників з математичного анлізу і теорії функцій для вищих навчальних навчальних закладів.

## Вибрані праці
- «О границах неопределенности при суммировании ряда методами Чезаро и Пуссона-Абеля». Успехи математических наук. 1957. Т. 12, Вып. 4. С. 167—174.
- «Об одной ошибочной теореме Дайович». Успехи математических наук. 1957. Т. 12, Вып. 3. С. 295—296.
- «Еще раз об обращении теоремы Абеля». Ученые записки Калининского педагогического института. 1958. №. 26. С. 83-94.
- «Одно свойство метода Бореля суммирования рядов и теоремы тауберова типа. Сверхсходимость степенных рядов и особые точки аналитической функции». Ученые записки Калининского педагогического института. 1958. №. 26. С. 57-82Збіжність за Борелем
- «О радиальных граничных значениях аналитических функций». Успехи математических наук. 1959. Т. 14, Вып. 1. С. 157—164.
- «Об одном свойстве одного класса интегралов Стильтьеса». Математический сборник. 1959. Т. 48, Вып. 4. С. 429—446.
- «Еще раз об обращении теоремы Абеля». Исследования по современным проблемам теории функций комплексного переломного. Москва: Физматиз, 1960. С. 29-34.
- «(С)-свойство методов Чезаро и Абеля-Пуассона и теоремы тауберова типа». Математический сборник. 1963. Т. 60, Вып. 2. С. 185—206.
- «Сверхсуммируемость степенного ряда методами Чезаро». Успехи математических наук. 1963. Т. 18, Вип. 4. С. 129—134.
- «Сборник задач по математическому анализу». Москва: Просвещение, 1964. 198 с. (соавторы П. П. Короткин, В. Н. Никольский)
- «Достаточное условие для суммируемости ряда (Фn) — методом». Успехи математических наук. 1964. Т. 29, Вып. 5. С. 115—118.
- «О неэффективности регулярных матриц». Успехи математических наук. 1965. Т. 20, Вып. 6. С. 52-53.
- «Обобщение теоремы Мерсера». Успехи математических наук. 1965. Т. 20, Вып. 6. С. 73-77.
- «Тауберовы теоремы для методов Чезаро суммирования интегралов Лебега». Теория функций, функциональный анализ и их приложения. 1966. Вып. 2. С. 108—115.
- «О включении и равносильности методов Кожима суммирования радов». Український математичний журнал. 1967. Т. 19., № 4. С. 29-47.
- «Елементи теорії функцій комплексної змінної: навчальний посібник для студентів педагогічних інститутів» Київ: Радянська школа, 1968. 212 с.
- «О включении и равносильности методов Теплица суммирования рядов». Український математичний журнал. 1968. Т. 20., № 4. С. 440—471.
- «Про одну валідність включення методів підсумовування, визначуваних нормальними матрицями». Український математичний журнал. 1970. Т. 22., № 5. С. 672—676.
- «Додаткові розділи математичного аналізу (теорія функцій і функціональний аналіз)». Київ: Вища школа, 1971. 440 с.
- «О точности теоремы Мазура-Орлича». Математические заметки. 1972. Т. 11., № 4. С. 431—435.
- «Сборник задач по математическому анализу». Москва: Просвещение, 1973. 225 с. (соавторы Н. Н. Коровкин, В. Н. Никольский).
- «Са-свойство методов Чезаро суммирования рядов и теоремы тауберова типа». Теория функций, функциональный анализ и их приложения. 1973. Вып. 17. С. 14-23.
- «Узагальнення двох тауберовіх теорем Харді та Літтльвуда». Український математичний журнал. 1974. Т. 26., № 6. С. 711—720.
- "Умови рівності методів Чезаро методу Абеля-Пуассона підсумовування необмежених послідовностей. Український математичний журнал. 1975. Т. 27., № 2. С. 222—228.
- «Курс математичного аналізу». Київ: Вища школа, 1976. Ч.1: Функції однієї змінної. 368 с.
- «Курс математичного аналізу». Київ: Вища школа, 1978. Ч.2: Функції багатьох змінних і диференціальні рівняння. 392 с.
- «Курс математичного аналізу». Київ: Вища школа, 1979. Ч.3: Елементи теорії функцій і функціонального аналізу. 384 с.
- «Теореми тауберового типу для ітерації методів зважених арифметичних середніх». Український математичний журнал. 1977. Т. 29., № 3. С. 298—305.
- «Консервированные положительные матричные методы суммирования, неэффективные на классах последовательностей». Український математичний журнал. 1980. Т. 32., № 2. С. 155—159.
- «Аналог теоремы Даревского для ограниченых последовностей». Український математичний журнал. 1982. Т. 34., № 3. С. 348—350. (соавтор Н. А. Давыдов).
- «Одно свойство и одна теорема тауберова для консервативных матриц». Український математичний журнал. 1983. Т. 35., № 1. С. 81-85.
- «Критерии суммируемости расходящейся последовательности к крайней точке ее ядра регулярной положительной матрицей». Український математичний журнал. 1984. Т. 36., № 3. С. 292—297.
- «Курс математичного аналізу» 2-ге вид. Київ: Вища школа, 1990. Ч.1: Функції однієї змінної. 383 с.
- «Курс математичного аналізу» 2-ге вид. Київ: Вища школа, 1991. Ч.2: Функції багатьох змінних і диференціальні рівняння. 366 с.
- «Курс математичного аналізу» 2-ге вид. Київ: Вища школа, 1992. Ч.3: Елементи теорії функцій і функціонального аналізу. 359 с.